# سنگ جت

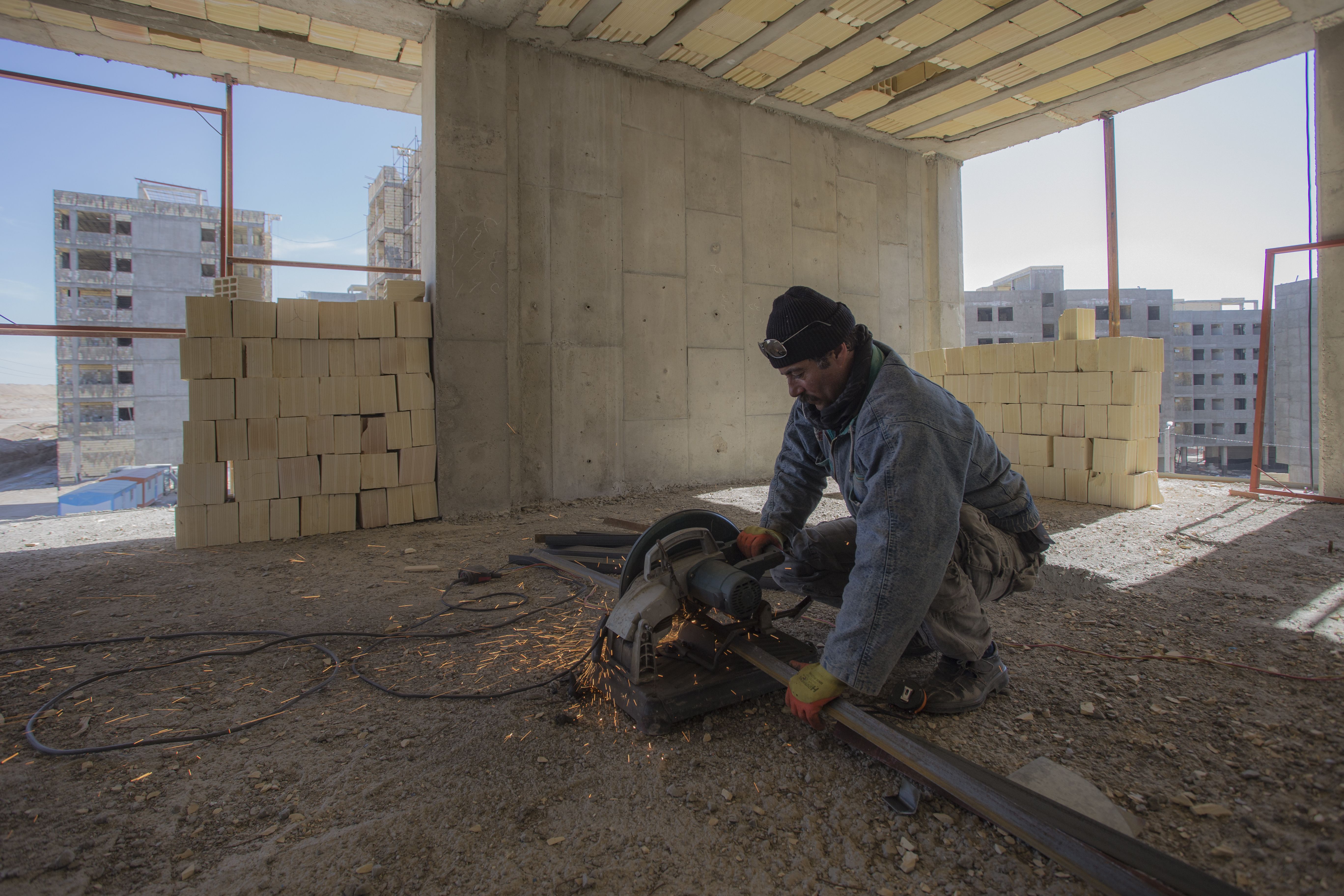
یک آهنگر ساختمانی در حال کار با ماشین سنگ جت

سنگ جت (انگلیسی: Angle grinder) یا سنگ فرز، یکی از ماشین‌های ابزار است که برای برش سنگ و فلز، همچنین پرداخت فلزات استفاده می‌شود. این دستگاه شامل یک دسته و یک صفحه گرد چرخان است، که توان گرداننده اصلی آن می‌تواند توسط یک موتور الکتریکی، موتور بنزینی یا هوای فشرده تأمین گردد. دستگاه سنگ جت در ابتدا به عنوان ابزاری جهت سنگ‌زنی استفاده می‌شد ولی امروزه ابزاری چند کاره است، که یکی از کاربردهای آن، برش می‌باشد.